# Echinops nuratavicus
Echinops nuratavicus là một loài thực vật có hoa trong họ Cúc. Loài này được A.D.Li mô tả khoa học đầu tiên năm 1987.